# Lettrine historiée

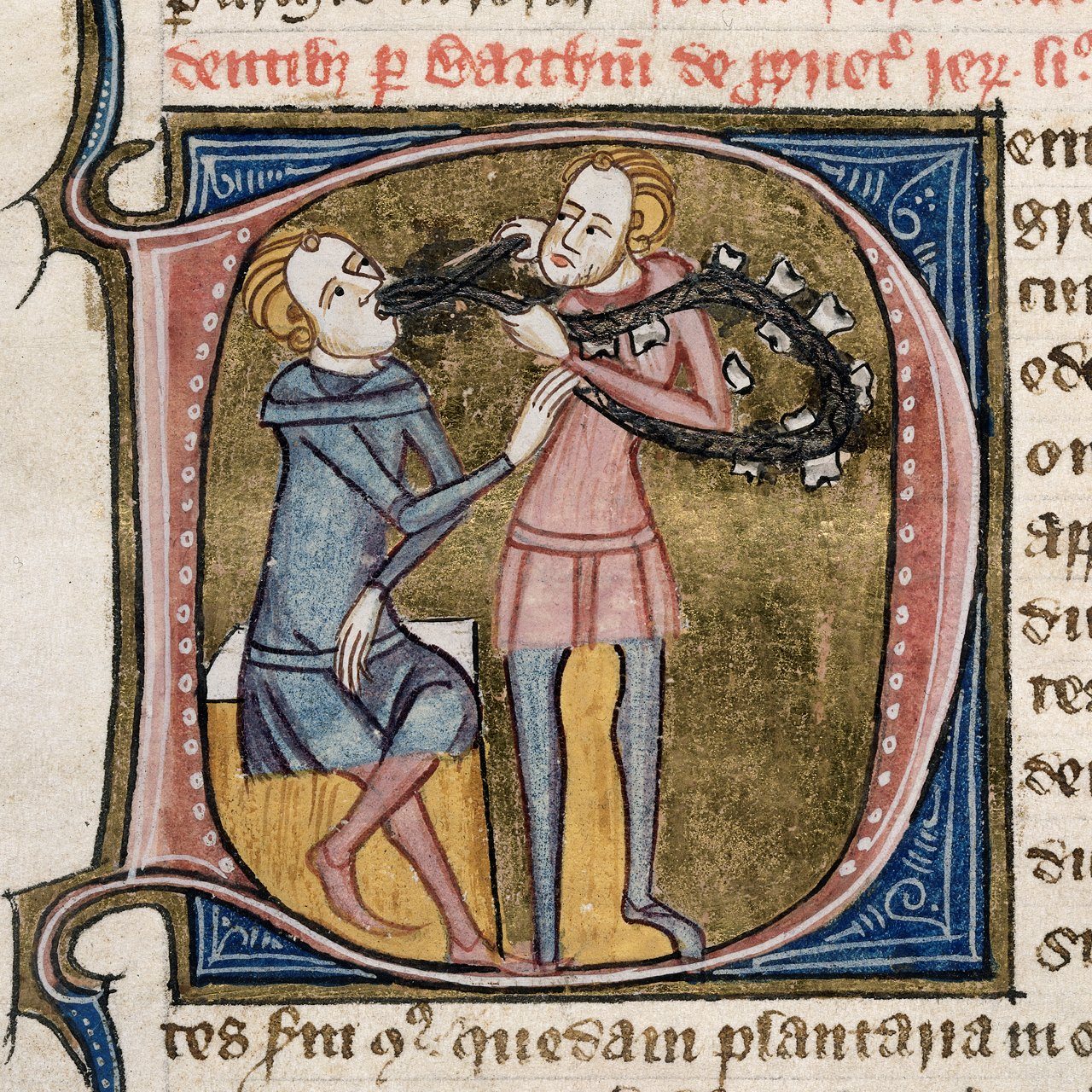
Lettrine historiée (D) de l'encyclopédie médiévale Omne Bonum représentant l'arrachage d'une dent (vers 1360-1375).

Une lettrine historiée, aussi appelée lettre historiée, ainsi qu’initiale historiée est une lettre ornée narrative constituant un des aspects les plus originaux de la mise en page au Moyen Âge. Elle est détachée, agrandie du corps du texte et souvent placée en premier. À la fois fonctionnelle et ornementale, la lettre historiée présente l’histoire par une illustration intégrée à la lettre faisant référence au texte. Elle peut synthétiser l’écrit ou délivrer un message. Ces lettrines sont employées pour la première fois dans des manuscrits anglo-saxons du VIIIe siècle. Elles peuvent aussi se retrouver dans certains livres imprimés.

## Histoire

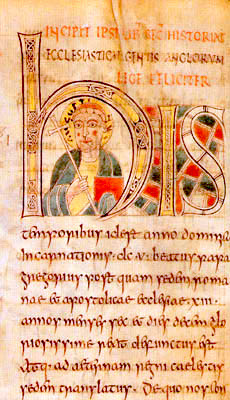
Lettrine historiée tirée du Bède de Saint-Pétersbourg, Saint-Pétersbourg, Bibliothèque nationale russe, lat. Q. v. I. 18.

Très tôt les lettrines présentent dans les manuscrits du début du Moyen Âge représentent des personnages, animaux pouvant être sans lien direct avec le texte qu'elles ornent. Il faut attendre les années 730 pour voir apparaître ce qui a été décrit comme la première lettrine historiée étant celle du manuscrit du Bède de Saint-Pétersbourg. (On conserve également le Psautier Vespasien, qui le suit de près) Ces lettrines sont rapidement copiées dans les scriptorium mérovingiens, on retrouve ainsi parmi les toutes premières lettrines historiées dans le Sacramentaire de Gellone à la fin du VIIIe siècle.
Avec l'époque carolingienne, la lettrine ornée est en recul au profit de lettrines ornées plus simples et plus classiques. À l'époque romane, on note un regain de la lettrine décorée d'hommes et d'animaux mais rarement en lien direct avec le texte qu'elle illustre. Les lettrines de l'abbaye de Citeaux représentent notamment des frères au travail mais sans lien direct avec le texte. (Cette absence de lien direct n'exclut pourtant pas des allusions très fines au contexte par le biais des allégories).
L'enluminure gothique marque une prédominance de plus en plus grande de la lettrine historiée. La bible de Winchester marque au XIIe siècle cette transition entre la période romane et gothique avec un très grand nombre de scènes de la bible intégrées dans les lettrines. C'est aussi à cette époque qu'apparaissent les premières miniatures hors texte, qui marquent le début du déclin des lettrines historiées et des lettrines en général. Cependant, jusqu'au XVe siècle, les bibles continuent d'être décorées de scènes illustrant le texte.
Plusieurs enlumineurs de la fin du Moyen Âge utilisent à de multiples reprises la lettrine historiée dans leurs manuscrits. C'est le cas de Jean Pucelle qui reprend le motif de la lettre en forme de personnage comme dans son livre d'heures de Jeanne d'Évreux (vers 1325-1328), de même que chez Jean Le Noir.